# Catedrala din Magdeburg
Catedrala din Magdeburg (în germană Magdeburger Dom) este o biserică evanghelică-luterană din orașul Magdeburg, Germania. Este cea mai mare biserică din estul Germaniei și cel mai important edificiu al Bisericii Evanghelice din Germania Centrală.

## Istorie
Pe locul actualei catedrale se afla o veche mănăstire din anul 937, dedicată Sfântului Mauriciu. În anul 968 împăratul Otto I a întemeiat Arhiepiscopia de Magdeburg, iar biserica mănăstirii a devenit catedrală. După moartea sa, în anul 973, împăratul a fost înmormântat în catedrală împreună cu soția sa.
În anul 1207 catedrala a fost distrusă în urma unui incendiu. Arhiepiscopul Albert von Kefernburg (1205-1232) a ordonat construcția unei noi catedrale, în stil gotic, după ce a făcut mai multe vizite la bisericile din Franța și Italia pentru a se documenta. Construcția a început în anul 1209, iar cele mai ample lucrări au avut loc între 1235-1260, în timpul arhiepiscopului Wilbrand. Finanțarea catedralei a venit din banii arhiepiscopiei, dar mai ales din urma donațiilor nobilimii și a taxelor orășenilor, fapt ce a nemulțumit de multe ori cetățenii din Magdeburg. În anul 1363 catedrala a fost deschisă oficial în urma unui festival primind hramul Sfinților Catrina și Mauriciu, dar lucrările erau încă departe de a se termina. Cele două turnuri înalte de 99 de metri au fost finalizate în anul 1477, iar catedrala a fost terminată în anul 1520, când au fost instalate crucile în vârful turnurilor.
În anul 1517 Martin Luther a inițiat Reforma Protestantă, în urma căreia multe biserici mici romano-catolice din Magdeburg trec la luteranism, mai ales după ce Luther va vizita orașul în anul 1524. Lipsa de popularitate a arhiepiscopului Albrecht de Brandenburg și menținerea scaunului arhiepiscopal vacant după moartea sa din 1545, au dus la secularizarea arhiepiscopiei și trecerea catedralei la luteranism. Prima slujbă evanghelică-luterană a avut loc în prima duminică din Advent a anului 1547.
În anul 1631 catedrala a fost folosită ca loc de refugiu pentru cetățeni în timpul Războiului de Treizeci de Ani (1618-1648), iar în anul 1806, trupele franceze ale lui Napoleon I au profanat catedrala și au jefuit-o.
Pe data de 16 ianuarie 1945 o bombă a lovit catedrala pe latura vestică, cauzând grave avari. După război catedrala a fost renovată, mai ales în urma lucrărilor din 1983. În prezent este cel mai important lăcaș de cult din Magdeburg și un important obiectiv turistic.

## Galerie de imagini

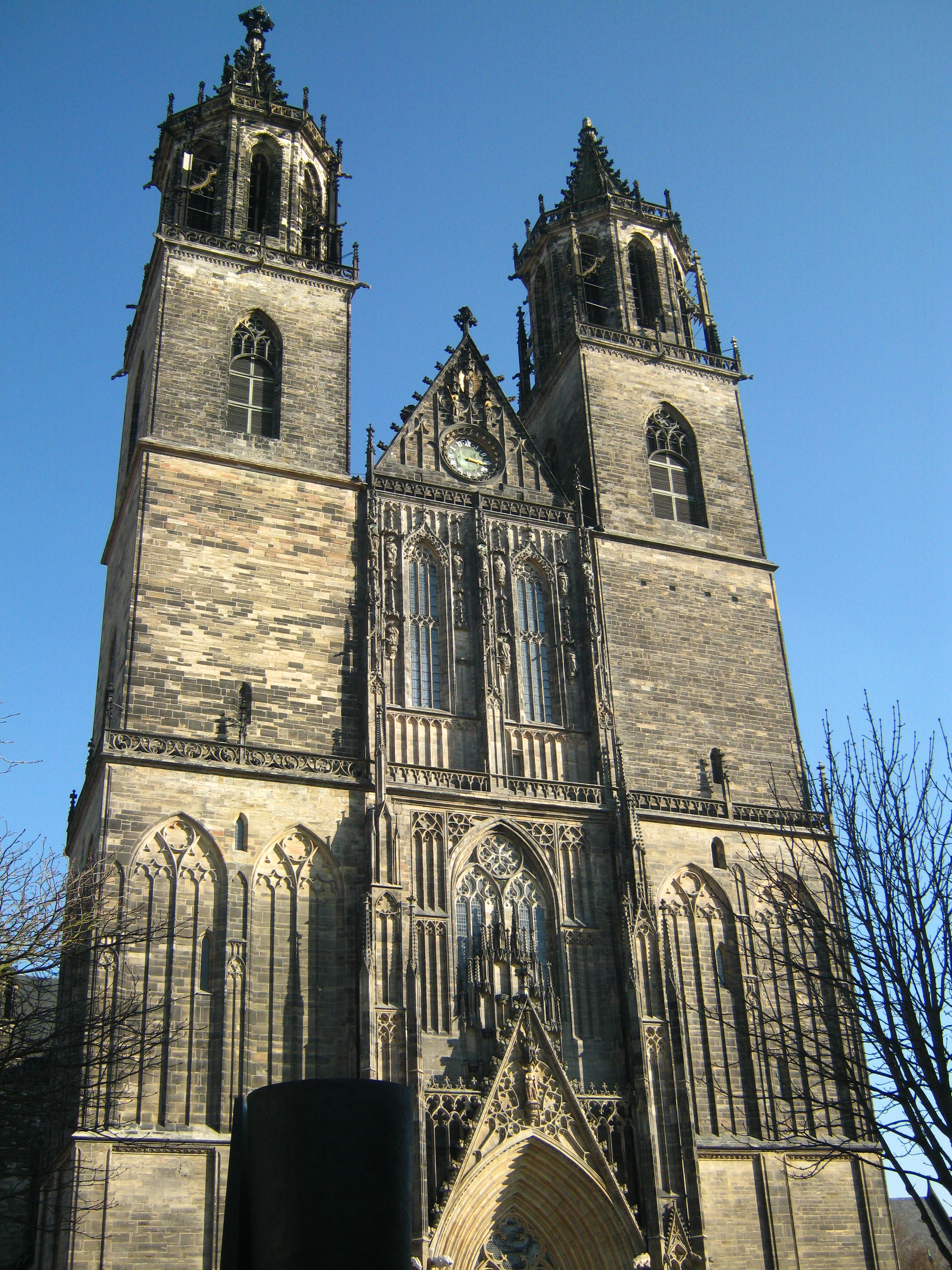
Fațada
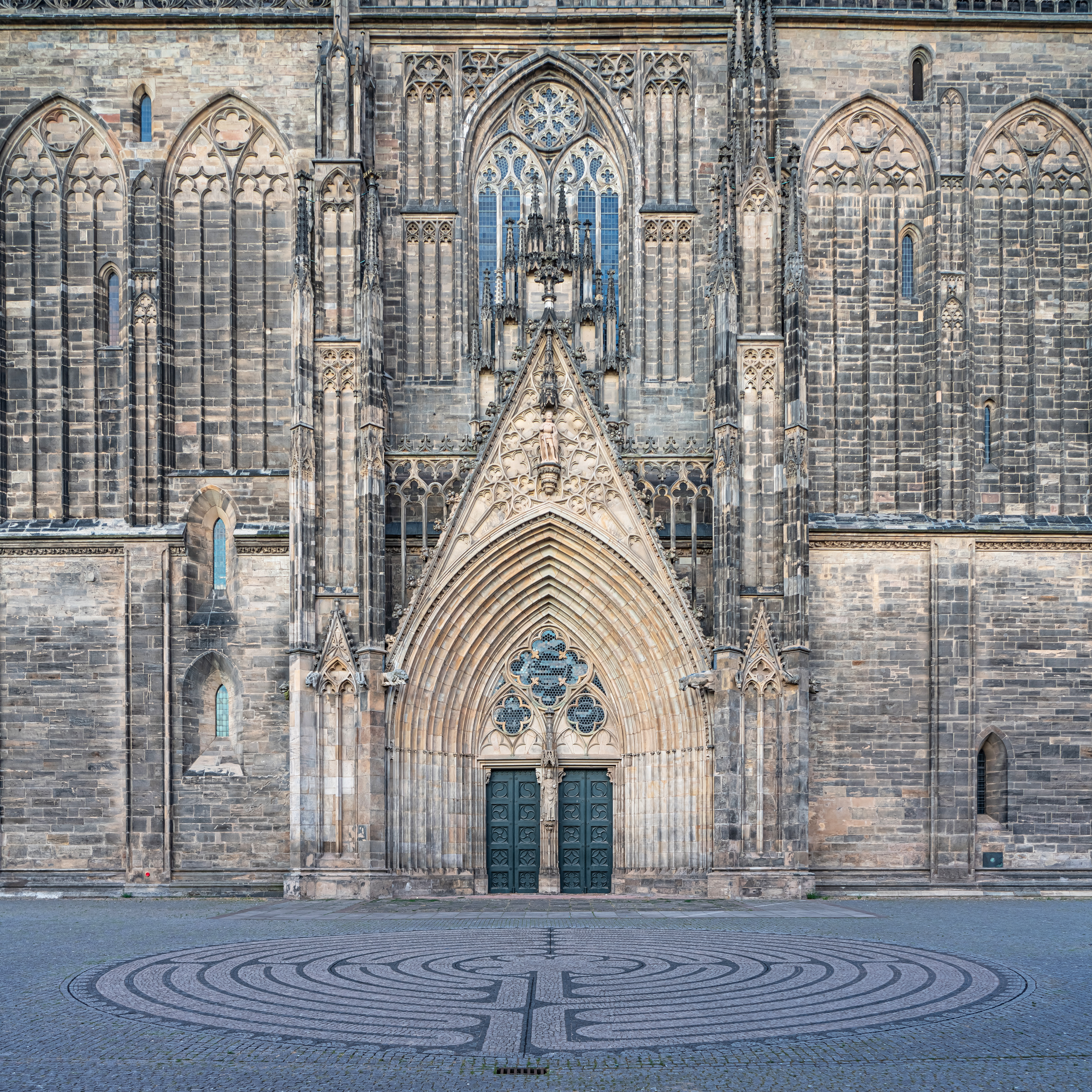
Intrarea
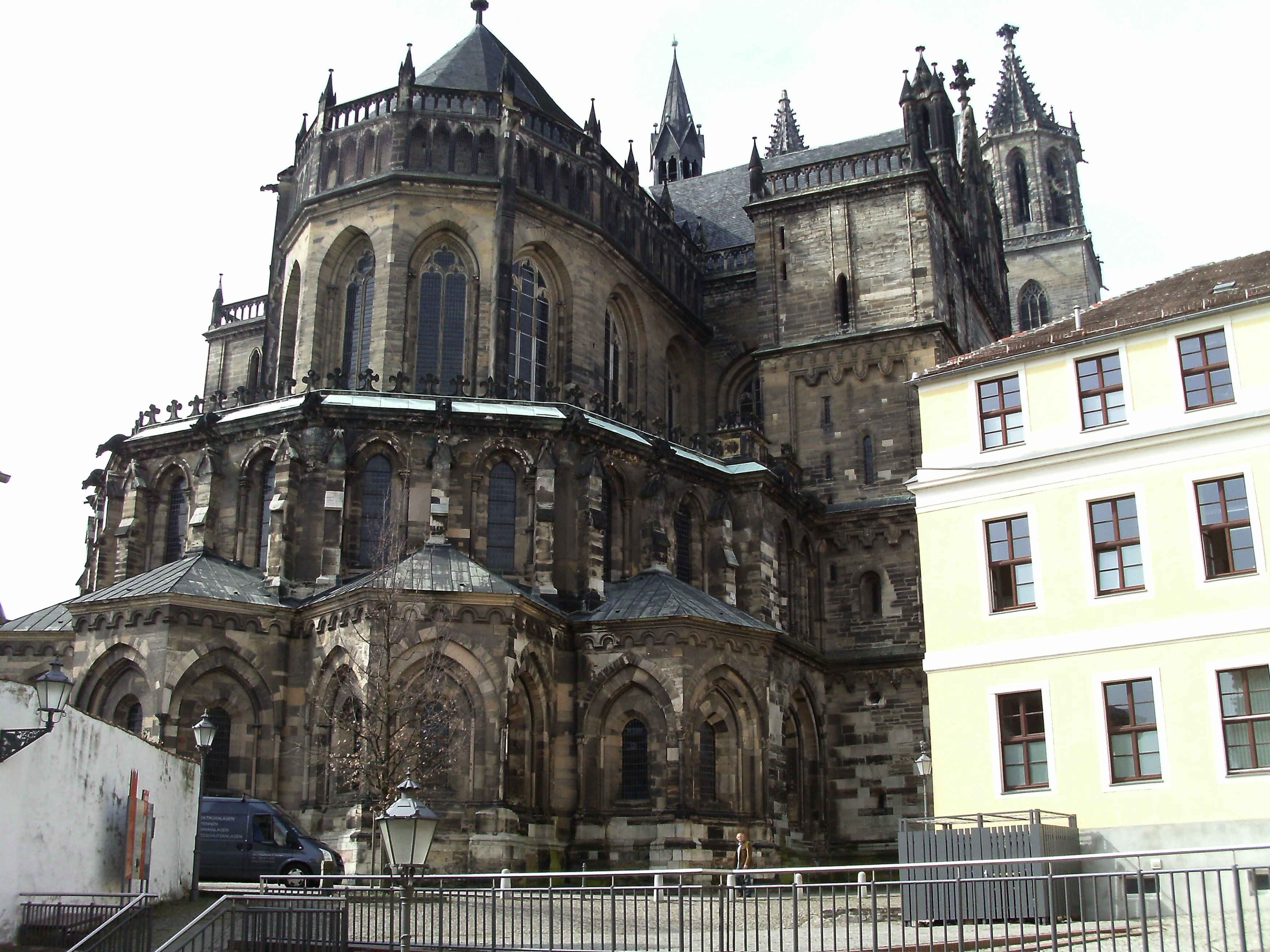
Corul
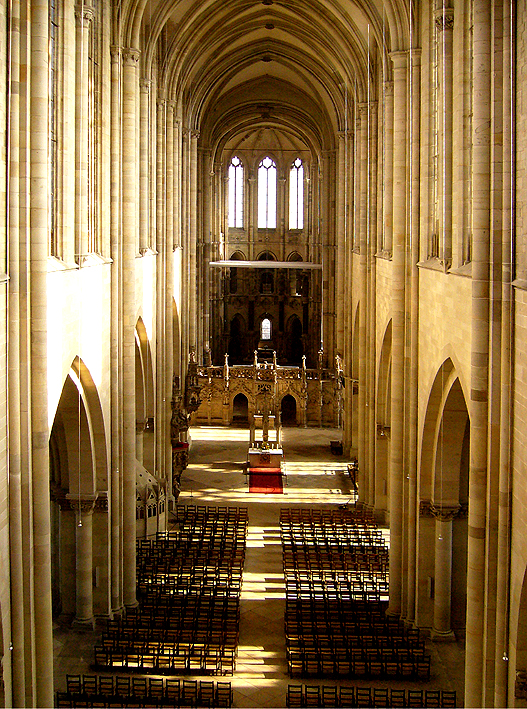
Interiorul
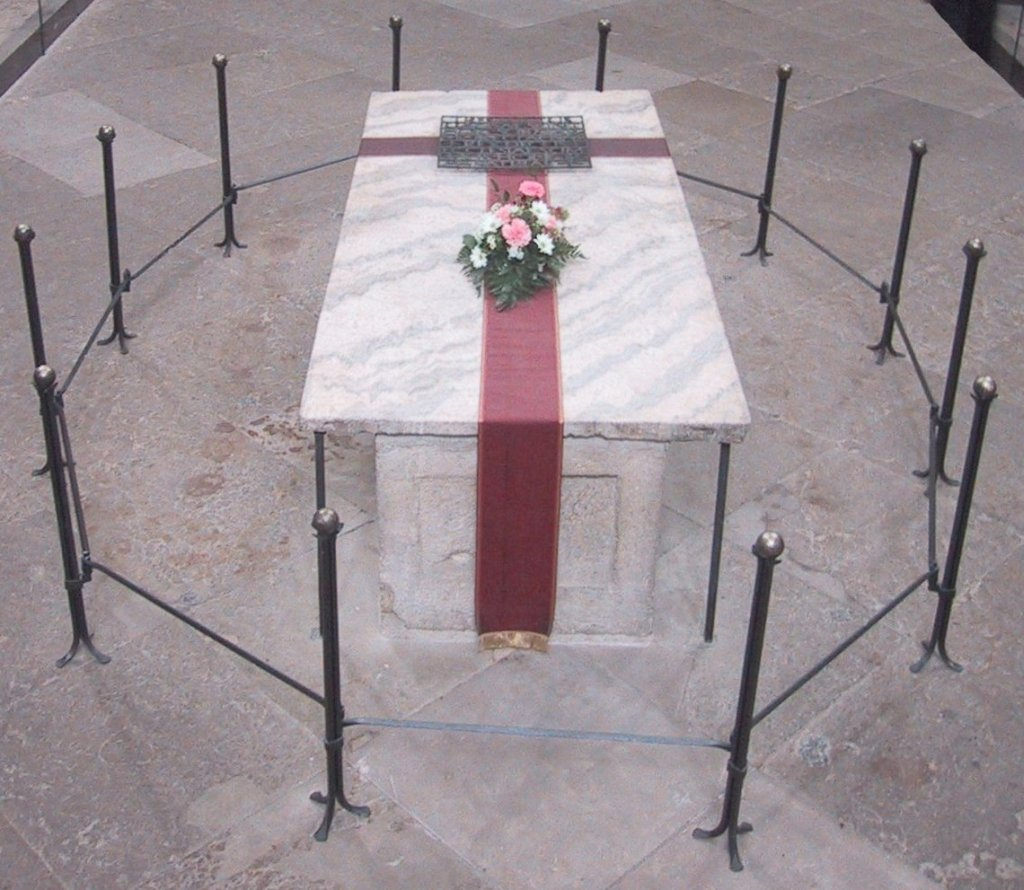
Mormântul lui Otto I
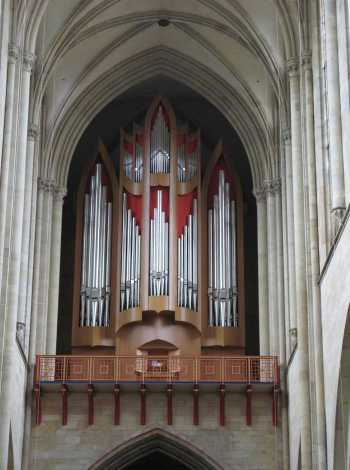
Orga